# Kafr Dżalis
Kafr Dżalis (arab. كفر جالس) – miejscowość w Syrii, w muhafazie Idlib. W 2004 roku liczyła 2770 mieszkańców.